# Non c'è più scampo
Non c'è più scampo (Murder In Mesopotamia) è un romanzo giallo scritto da Agatha Christie e pubblicato per la prima volta nel 1936. Questa è la dodicesima avventura del celebre Hercule Poirot.

## Trama
Amy Leatheran, infermiera e narratrice della storia, viene assunta dal professor Eric Leidner, eminente archeologo, con l'incarico di prendersi cura della moglie Louise. L'infermiera ha l'impressione che si tratti di esaurimento nervoso. La signora Leidner le confessa però che da qualche tempo riceve delle lettere che la minacciano di morte. Qualche giorno più tardi la signora Leidner viene trovata morta a seguito di un colpo alla testa nella sua stanza, dove si era ritirata per riposare dopo pranzo. Poirot, che si trova nelle vicinanze, viene incaricato di affiancare la polizia nelle indagini...

### Ambientazione
Il romanzo è ambientato in Iraq e più precisamente in un sito archeologico. La scrittrice si è ispirata al viaggio compiuto nel 1930 in Oriente, durante il quale conobbe il secondo marito, l'archeologo Max Mallowan. Non è l'unico romanzo ad essere stato scritto a seguito di questo viaggio: fanno parte della cosiddetta serie esotica altri tre romanzi, ovvero La domatrice, Poirot sul Nilo e C'era una volta.

## Personaggi
- Hercule Poirot, famoso investigatore
- Richard Carey, architetto
- Bill Coleman, assistente del professor Leidner
- David Emmott, assistente del professor Leidner
- Anne Johnson, segretaria del professor Leidner
- Padre Lavigny, epigrafista
- Amy Leatheran, infermiera
- Eric Leidner, archeologo
- Louise Leidner, moglie del professor Leidner
- Capitano Maitland, capo della Polizia di Hassanié
- Joseph Mercado, assistente del professor Leidner
- Marie Mercado, moglie di Joseph
- Giles Reilly, medico
- Sheila Reilly, figlia del dottor Reilly
- Carl Reiter, fotografo della spedizione

## Riferimenti ad altri romanzi di Agatha Christie
Nelle ultime battute del libro viene fatto un accenno al viaggio di ritorno di Poirot in Inghilterra con l'Orient Express, durante il quale ha risolto un altro assassinio. È uno dei rari casi in cui la scrittrice fa esplicito riferimento ad un altro dei suoi libri.

## Film tratti dal romanzo
- Non c'è più scampo (2001),[1] diretto da Tom Clegg, con David Suchet, Hugh Fraser, Ron Berglas, Barbara Barnes, Dinah Stabb, Georgina Sowerby, Jeremy Turner-Welch, Pandora Clifford e Christopher Hunter.

## Edizioni italiane
- Non c'è più scampo. Poirot in Mesopotamia, traduzione di Enrico Piceni, Collana I Libri Gialli n.185, Milano, Mondadori, 1938. - Prefazione e postfazione di Claudio Savonuzzi, Collana Oscar n.1152 (Oscar dei Gialli n.54), Mondadori, 1980; Collana Oscar Narrativa n.1486 (Oscar Scrittori del Novecento), Mondadori, 1995.
- Non c'è più scampo, traduzione di Ombretta Giumelli, Milano, Mondadori, 1981. - I Classici del Giallo Mondadori n.488, ottobre 1985; Edizione illustrata e annotata, Collezione Agatha Christie, Milano, CDE, 1993; I Classici del Giallo Mondadori n.911, dicembre 2001; Collana Oscar Gialli, Mondadori, 2019, ISBN 978-88-047-1642-6.